# Sagmeister von Sagburg

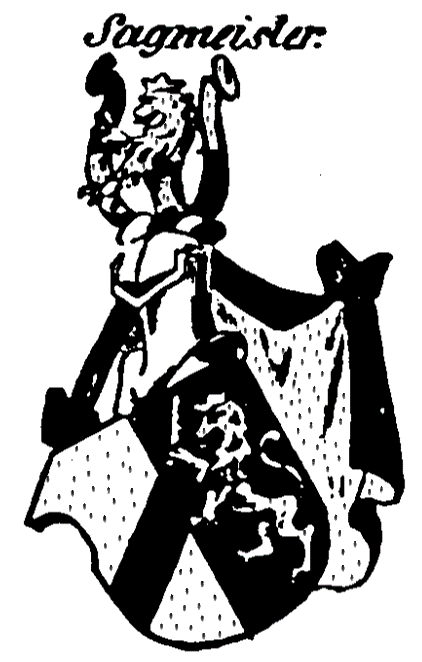
Wappen der Sagmeister von Sagburg bei Johann Siebmacher

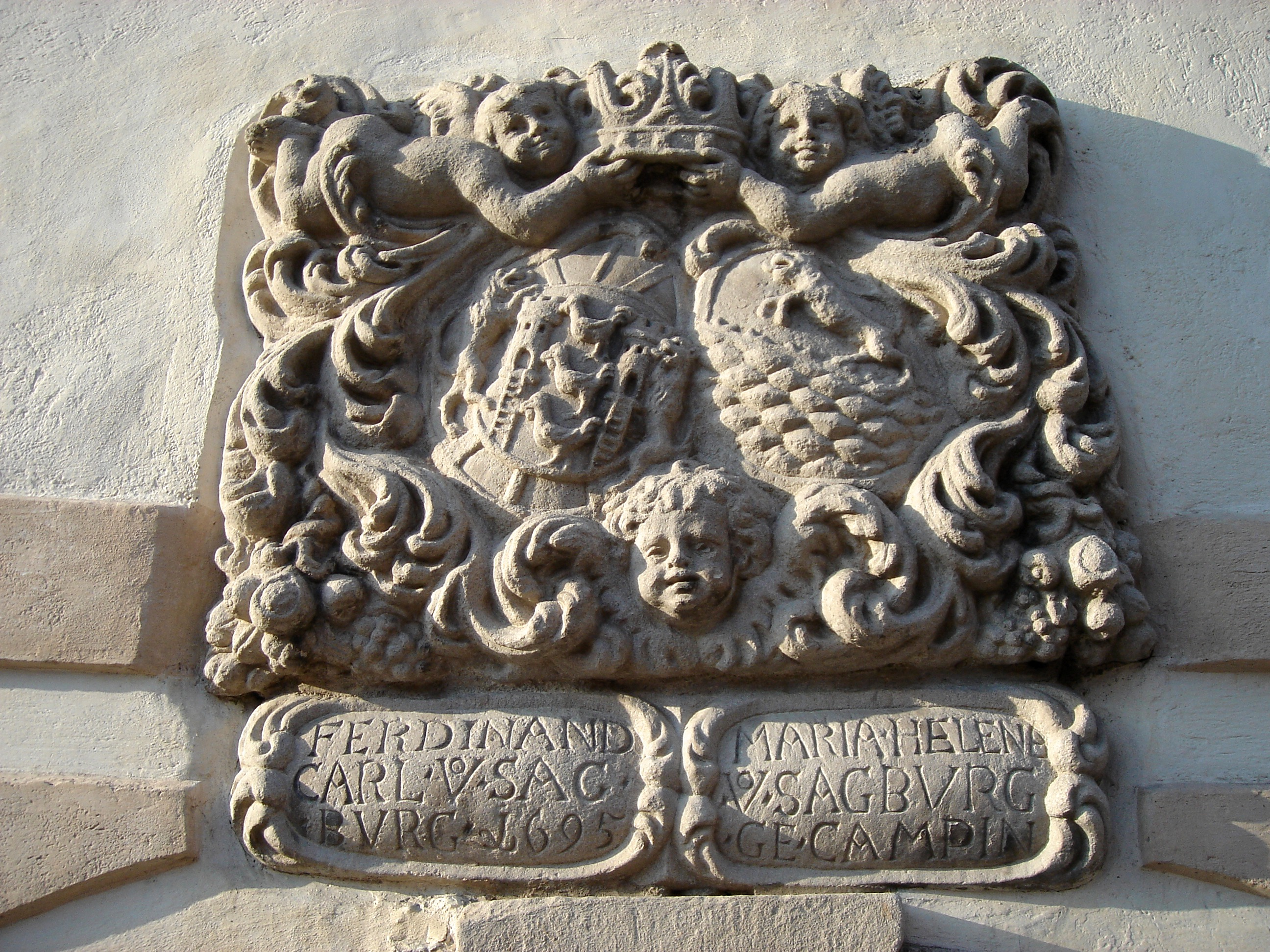
Allianzwappen Sagburg und Campi am Ansitz Rosengarten in Lana

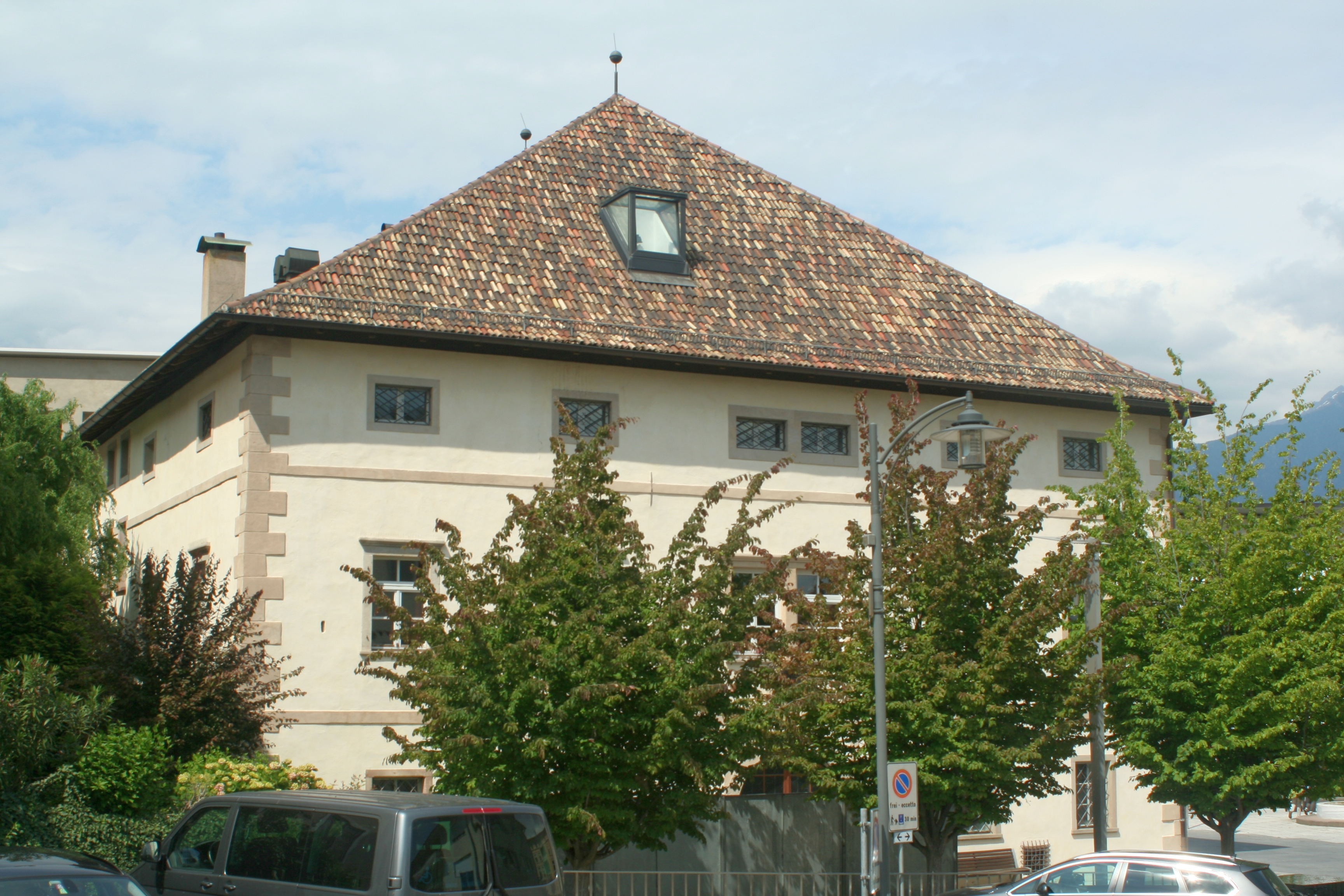
Ansitz Rosengarten

Sagmeister von Sagburg, auch Sagburg von Pfefferlehen und Gösslheim, war der Name eines briefadeligen Geschlechts aus dem südlichen Tirol.

## Geschichte
Das Geschlecht erscheint erstmals 1339 mit Christian Sagmeister in Zenoberg, oberhalb von Meran. Die ununterbrochene Stammreihe beginnt mit Johann Sagmeister, der mit Elisabeth Stocker verheiratet war. Erzherzog Ferdinand II. verlieh am 7. Mai 1567 in Innsbruck seinem Sohn, dem Steuereinnehmer an der Etsch Veit Sagmeister die Lehensfähigkeit und eine Wappenbesserung. Am 28. Dezember 1575 erhob Kaiser Maximilian II. in Wien die Brüdern Christoph, Bernhard, Ulrich und Veit Sagmeister mit dem Zunamen von Sagburg in den Adelsstand. Das Prädikat bezog sich auf den Edelsitz Sagburg in Bozen. Am 10. Juli 1579 erfolgte vom Tiroler Landesfürsten Erzherzog Ferdinand II. die Adelsbestätigung. Mehrere Sagmeister zeichneten sich im Militär aus, wofür einer mit den Zunamen "de los gallos de l´escalada" in spanischen Adelsstand erhoben wurde. Um 1800 gehörte der Familie ein Haus in der Meraner Laubengasse. Im 19. Jahrhundert blühte die Familie noch in den Wiener Linien Sagburg von zu Pfefferlehensegg, Gößlheimb und Gallo di Escalada. In Tirol war die Familie zu dieser Zeit bereits erloschen.

## Besitzungen
1339 erhielt Christian Sagmeister das zuvor von Herzog Johann von Luxemburg der Meraner Bürgerschaft belehnte Gut Gufein unter Zenoberg. Seit ca. 1600 besaß die Familie den Ansitz Helmstorf bei Völlan und durch die Vermählung Ferdinand Sagmeister von Sagburg mit Helena Kampin 1695 auch der Ansitz Rosengarten in Oberlana. Der Edelsitz Sagburg in Bozen kam später an die Freiherren von Eyrl.

## Wappen
Blasonierung: In Gold und Schwarz gespaltenes Schild, rechts ein schwarzer Schrägbalken, links ein goldener Löwe, in den Pranken ein silbernes Sägeblatt.